# Loče, Celje
Loče este o localitate din comuna Celje, Slovenia, cu o populație de 110 locuitori.